# Distretto di Tapolca
Il distretto di Tapolca (in ungherese Tapolcai járás) è un distretto dell'Ungheria, situato nella provincia di Veszprém.